# Morten Skoubo
Morten Skoubo (Holstebro, 30 de juny de 1980) és un futbolista danès, que ocupa la posició de defensa.

## Trajectòria
Després de jugar a diversos clubs modestos del seu país, comença a destacar amb el FC Midtjylland, quan marca 19 gols en 27 partits de la campanya 01/02. Aquesta xifra li va valdre fitxar pel Borussia Mönchengladbach de la Bundesliga alemanya.
No va acabar de quallar al Borussia, que el cedeix, en gener de 2004, al West Bromwich Albion anglès, on només disputa dos partits en sis mesos. De cara a la temporada 04/05, retorna al seu país per militar al Brøndby IF, que paga 600.000 euros al Borussia Moenchengladbach.
Al quadre danès recupera la titularitat i el gol, formant parella atacant amb l'internacional suec Johan Elmander. Eixe any fa doblet amb el Brondby, guanyant la Lliga i la Copa domèstiques. En any i mig, marca 29 gols en 63 partits oficials. Per al gener del 2006 fitxa per la Reial Societat, de la primera divisió espanyola, per 2,5 milions d'euros.
En el conjunt basc no s'acaba de consolidar, i a l'any següent, la Reial Societat perd la categoria. Llavors el danès marxa al FC Utrecht neerlandès. El 2009 és cedit a un altre equip de l'Eredivisie, el Roda JC.

## Selecció
Skoubo ha estat internacional amb Dinamarca en quatre ocasions, tot marcant un gol.